# Antal Puhalak
Antal Puhalak (szerb cirill betűkkel: Антал Пухалак; Szabadka, 1963. június 9. –) szerb labdarúgó, csatár.

## Pályafutása

### Játékosként
Puhalak labdarúgó-pályafutását szülővárosában, a Spartak Subotica csapatában kezdte el; 1985 és 1990 között volt a klub játékosa, amellyel kétszeres jugoszláv másodosztályú bajnok, valamint szerepelt az 1986–1987-es közép-európai kupában. 1990-ben a spanyol másodosztályú Celta de Vigo csapatában futballozott, majd visszatért Jugoszláviába, ahol az FK Sarajevo játékosa lett. 1994 nyarán a magyar élvonalbeli Budapest Honvéd csapata szerződtette, melynek színeiben 1994. augusztus 17-én debütált egy Vasas elleni bajnoki mérkőzésen. 1995 tavaszán kölcsönben a Parmalat Fehérvár játékosa volt; a Honvédban tíz, a Parmalatban hét bajnoki mérkőzésen szerepelt. 1997-ben ismét visszatért Jugoszláviába, ahol előbb a Hajduk Kula, majd ismét a Spartak Subotica	csapatában futballozott, ahonnan 2000-ben vonult vissza a labdarúgástól.